# Herbert Sorrell
Herbert Knott "Herb" Sorrell (18 de abril de 1897– mayo de 1973) fue un organizador de Hollywood y dirigente sindical. Encabezó la Conferencia de Uniones de Estudio (CSU) a finales de la década de 1940, y fue el director empresarial del Sindicato de pintores de cuadro en movimiento, Local 644 hasta la década de 1950.
A la edad de 12 años encontró en una fábrica de tuberías para alcantarillas en Oakland, California, y más tarde en Oakland trabajó con el dirigente sindical Harry Bridges. En un momento de su juventud, intentó ser boxeador. Se trasladó a Los Ángeles en 1925, se convirtió en un pintor de escenarios de fondo para películas y también se unió al sindicato de pintores locales. En abril de 1937, su sindicato local fue uno de los que no se afilió con IATSE de la cual se formó la Federación de Oficios Cinematográficos (FMPC). En es mismo mes, el FMPC fue en huelga contra los estudios más grandes e importantes. Entre ellos estaba Warner Brothers, la determinación de Sorrell le ganó el rango de "capitán electo", y la atención de Blayney F. Mathews, jefe de seguridad de Warner Brothers, quién lo arrestó. Nunca fue cobrado y fue liberado varios días después. Esta notoriedad dirigió a su posición subsiguiente como el representante empresarial para el sindicato de pintores y como resultado se convirtió en uno de los negociadores más importantes, quien resolvió la huelga en junio.
En mayo de 1941 Sorrell llamó a una huelga contra los estudios Disney. La huelga fue apoyada por el recién formado Gremio de Dibujantes, y la cooperación resultada en la organización de la Conferencia de Sindicatos de Estudio (CSU), el cual Sorrell procedió a dirigir.
En 1945, Sorrell dirigió el CSU a una huelga hacia el Viernes Negro Holliwoodense. La huelga fue a raíz de una disputa entre dos sindicatos, el CSU y la IATSE, en la cual de ellos tuvo autoridad sindical en setenta y siete decoradores de set. Después de que un NLRB voto y el War Labor Board voto a favor del CSU, los estudios rechazaron reconocer las negociaciones con los líderes del CSU, y la huelga empezó. Después de la violencia en viernes Negro, la huelga se instaló rápidamente. Sin embargo la connivencia entre la IATSE y los estudios resultaron en otra huelga en septiembre de 1946, el cual el CSU no tuvo la capacidad financiera para soportar. Sorrell fue condenado por "resistencia contra la autoridad" y "fracaso para dispersar" en conexión con la huelga de 1945, pero fue absuelto de todos los cargos por graves delitos que incluían "incitación a la violencia" y "amotinación".

## Lazos comunistas
En 1941 y nuevamente en 1946 Sorrell declaró ante la investigación conjunta de la Legislatura de California ante el Comité de Actividades estadounidenses (el Tenney Comité), pero no hubo evidencia suficiente de que lo vincularan al partido comunista. La huelga del CSU huelga de 1945 cuál Sorrell dirigió era activamente rechazado por el Partido Comunista de los Estados Unidos. En 1947, Walt Disney declaró antes del Comité de Actividades estadounidenses que  "creyó en aquel tiempo que el señor Sorrell fue un Comunista debido a todas las cosas que había oído y teniendo en visto su nombre que aparece en un número de cosas comunistas". En 1953, en el pleito de un actor Sorrell atestiguó que mientras nunca fue un comunista,  era libre de gastar su dinero.
Según el autor Peter Schweizer en su libro La guerra de Reagan: La épica historia de su lucha de cuarenta años y la victoria final sobre el comunismo, los archivos liberaros por el gobierno ruso después de la caída de la URSS que Sorrell fuese un espía soviético. Schweizer también reclama que las huelgas dirigidas por Sorrell fueron financiadas en secreto por el Partido Comunista, a pesar del hecho que el Partido Comunista no apoyo las huelgas después de la disolución del Pacto Molotov-Ribbentrop en junio de 1941.